# Ołeksandriwka (obwód odeski)
Ołeksandriwka (ukr. Олександрівка, ros. Александровка) – osiedle typu miejskiego obwodu odeskiego Ukrainy.
Znajduje tu się stacja kolejowa Czarnomorsk-Port.